# Diploderma avellaneum
Diploderma avellaneum är en svampart som beskrevs av Lloyd 1917. Diploderma avellaneum ingår i släktet Diploderma och familjen Diplocystidiaceae.   Inga underarter finns listade i Catalogue of Life.